# 유라시아 연합

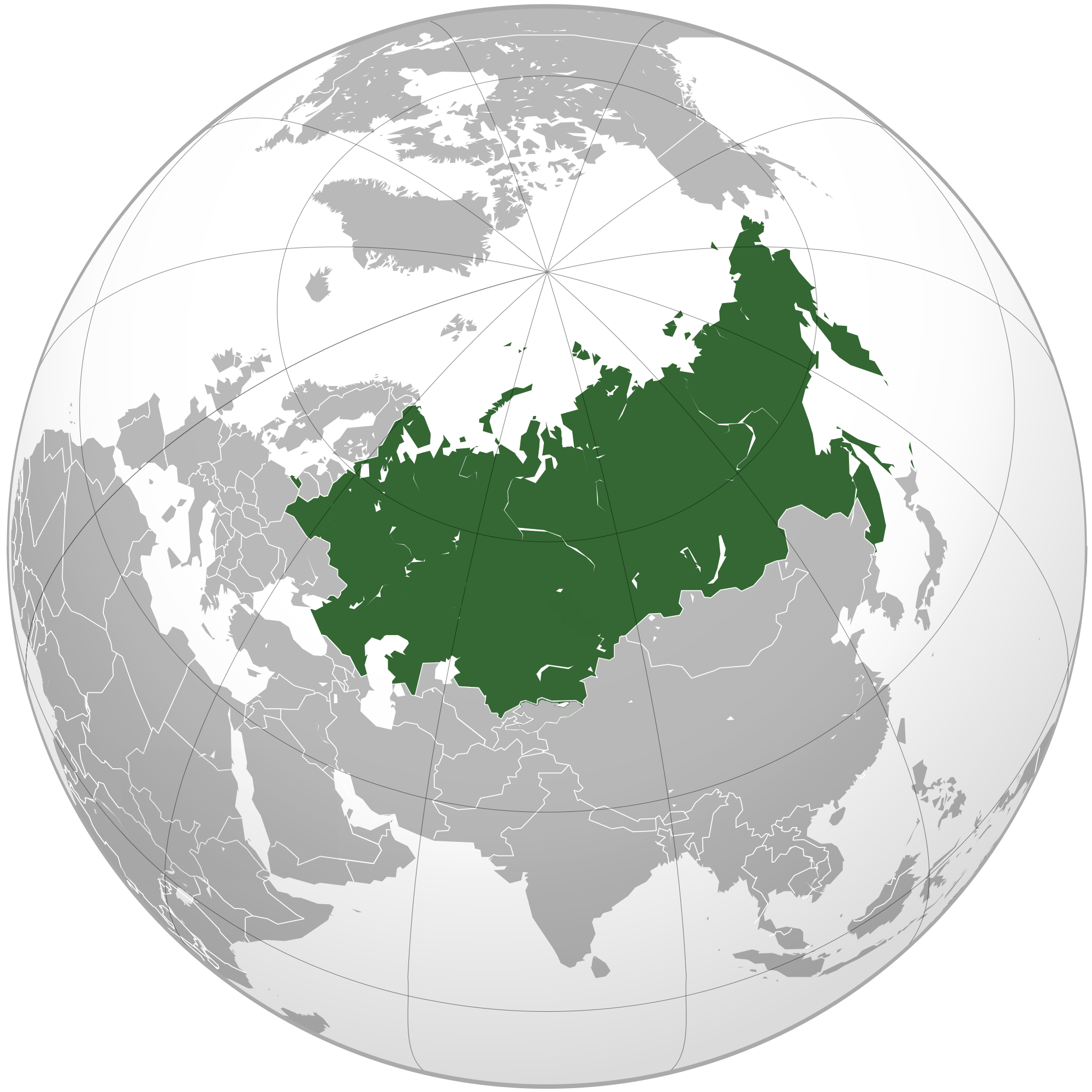

유라시아 연합(러시아어: Евразийский Союз 예브라지스키 소유스[*])은 러시아, 벨라루스, 카자흐스탄, 키르기스스탄, 타지키스탄, 아르메니아 및 다른 구 소련 공화국들 사이에 경제, 군사 공동체를 이루려는 계획이다. 러시아의 총리 블라디미르 푸틴에 의해 2011년 10월에 제안되었으나, 본래 이 개념은 1994년, 카자흐스탄의 대통령 누르술탄 나자르바예프가 모스크바 대학에서 한 연설에 의해 처음 제안되었다. 2011년 11월 18일, 러시아, 벨라루스, 카자흐스탄 3국 대통령들은 유라시아 연합을 2015년까지 출범시키는 것을 목표로 하는 협정에 조인(調印)하였다. 러시아쪽에서는 키르기스스탄, 타지키스탄의 동참도 희망하며 동시에 우크라이나의 가입도 희망하고 있다.
 그리고 2012년 6월 12일에 메드베데프는 단일통화도입을 검토해야 한다라고 말했다.유라시아 경제 연합(EEU)는 176,000,000명의 인구와 국내 총생산(GDP)사조원이상 이상의 경제권으로 상품, 자본, 서비스 및 사람들의 자유로운 이동을 보장하고 미래의 단일 통화에 대한 규정과 통합 농업, 에너지정책 제정을 추진하고 있다. 유라시아위원회 (집행 기관), 유라시아연합법원 (사법 기관)과 유라시아 개발 은행을 설치하고 있고 참여하는 모든 회원국은 집단안보조약기구 동맹을 맺도록 하고 있다.
유라시아 경제 공동체(Евразийское экономическое сообщество), 유라시아 경제 연합(Евразийский экономический союз), 유라시아 연합(Евразийский союз) 이 세 가지는 모두 다른 개념이나 현재 혼동되고 있다.

## 같이 보기
- 독립국가연합
- 유라시아 경제 연합
- 유라시아 경제 공동체
- 유라시아 관세동맹
- 러시아 벨라루스 연맹국